# John Ireland
John Benjamin Ireland (Vancouver, 30 gennaio 1914 – Santa Barbara, 21 marzo 1992) è stato un attore canadese naturalizzato statunitense.

## Biografia

### Carriera
Nacque da un'insegnante scozzese di pianoforte di nome Gracie Ferguson, che lo portò in giovanissima età a New York, senza che lui avesse il tempo di conoscere suo padre. Il suo esordio risale al 1935 in uno show acquatico in un parco di divertimento, dove si esibiva come nuotatore professionista. Dopo alcuni anni di questo lavoro, alternato a quello di imbonitore nel medesimo parco, passò alla recitazione, interpretando ruoli shakespeariani a Broadway e in compagnie di giro, fino al suo debutto cinematografico con il ruolo del G.I. Windy nel film bellico Salerno, ora X (1945) di Lewis Milestone. Scritturato dal produttore Darryl F. Zanuck, Ireland divenne in breve tempo uno dei più interessanti caratteristi americani del dopoguerra, interprete di personaggi cinici e violenti.
La sua personalità e i suoi tratti somatici da "duro" gli consentirono ruoli di supporto in western quali Sfida infernale (1946) di John Ford e Il fiume rosso (1948) di Howard Hawks, entrambi celebrativi del mito dell'Ovest. La sua interpretazione del reporter Jack Burden nel film Tutti gli uomini del re (1949) gli valse una candidatura all'Oscar al miglior attore non protagonista.
Ireland si specializzò in ruoli di coriaceo cattivo in numerosi western degli anni cinquanta, come La valle della vendetta (1951), accanto a Burt Lancaster, Sfida all'O.K. Corral (1957), di John Sturges, ancora con Lancaster e Kirk Douglas. In collaborazione con l'operatore Lee Garmes, l'attore produsse e diresse Il territorio dei fuorilegge (1953), cimentandosi nuovamente nella regia due anni più tardi con il B-movie The Fast and the Furious (1955), scritto da Roger Corman, in cui interpretò un innocente in fuga, accusato di un omicidio che non ha commesso.
Dopo il ruolo del gladiatore Crixus in Spartacus (1960) di Stanley Kubrick, la carriera di Ireland iniziò una fase di declino. L'attore intensificò la sua attività di interprete televisivo, in cui già si era cimentato dagli anni cinquanta, partecipando a serie quali Alfred Hitchcock presenta (1962), The Cheaters (1960-1962), Gli uomini della prateria (1960-1965), Gunsmoke (1966-1967) e Bonanza (1967).

John Ireland nel film Una pistola per cento bare (1968)

Nella seconda metà degli anni sessanta diede nuovo impulso alla propria carriera cinematografica, prima con il ruolo del sinistro Steve Marek ne Gli occhi degli altri (1965), un piccolo classico dell'horror a basso costo, diretto da William Castle. Ireland si trasferì poi in Italia, dove divenne una star del genere spaghetti-western in pellicole quali Odio per odio (1967) di Domenico Paolella, e Una pistola per cento bare (1968), di Umberto Lenzi. Di rilievo anche le sue partecipazioni a due pellicole appartenenti al filone del giallo all'italiana, Gli insaziabili (1969) di Alberto De Martino, e Una sull'altra (1969) di Lucio Fulci, nonché nella co-produzione internazionale Salon Kitty (1975) diretta da Tinto Brass.

### Vita privata
Dal primo matrimonio con Elaine Sheldon (1940-1949), Ireland ebbe due figli, John e Peter. Nel 1949 sposò l'attrice Joanne Dru, dalla quale divorziò nel 1957. Sposatosi in terze nozze nel 1962 con Daphne Myrick Cameron, ebbe da lei una figlia, Daphne. Il matrimonio durò fino alla morte di Ireland, avvenuta per leucemia il 21 marzo 1992 a 78 anni.

## Filmografia

### Cinema
- Salerno, ora X (A Walk in the Sun), regia di Lewis Milestone (1945)
- Behind Green Lights, regia di Otto Brower (1946)
- Il bandito senza nome (Somewhere in the Night), regia di Joseph L. Mankiewicz (1946) - voce, non accreditato
- It Shouldn't Happen to a Dog, regia di Herbert I. Leeds (1946)
- Sfida infernale (My Darling Clementine), regia di John Ford (1946)
- Wake Up and Dream, regia di Lloyd Bacon (1946)
- Dimmi addio (Repeat Performance), regia di Alfred L. Werker (1947) - voce, non accreditato
- Trasportato per ferrovia (Railroaded!), regia di Anthony Mann (1947)
- Violenza (The Gangster), regia di Gordon Wiles (1947)
- Io non t'inganno, t'amo! (I Love Trouble), regia di S. Sylvan Simon (1948)
- Open Secret, regia di John Reinhardt (1948)
- Schiavo della furia (Raw Deal), regia di Anthony Mann (1948)
- Un sudista del Nord (A Southern Yankee), regia di Edward Sedgwick (1948)
- Il fiume rosso (Red River), regia di Howard Hawks (1948)
- Giovanna D'Arco (Joan of Arc), regia di Victor Fleming (1948)
- Ho ucciso Jess il bandito (I Shot Jesse James), regia di Samuel Fuller (1949)
- Le colline camminano (The Walking Hills), regia di John Sturges (1949)
- Mani lorde (The Undercover Man), regia di Joseph H. Lewis (1949) - voce, non accreditato
- Donne di frontiera (Roughshod), regia di Mark Robson (1949)
- Solo contro il mondo (The Doolins of Oklahoma), regia di Gordon Douglas (1949)
- Anna Lucasta, regia di Irving Rapper (1949)
- Purificazione (Mr. Soft Touch), regia di Gordon Douglas e Henry Levin (1949)
- Tutti gli uomini del re (All the King's Men), regia di Robert Rossen (1949)
- Tempesta sull'oceano Indiano (Cargo to Capetown), regia di Earl McEvoy (1949)
- Nessuno deve amarti (The Return of Jesse James), regia di Arthur Hilton (1950)
- La valle della vendetta (Vengeance Valley), regia di Richard Thorpe (1951)
- The Scarf, regia di Ewald André Dupont (1951)
- La trappola degli indiani (Little Big Horn), regia di Charles Marquis Warren (1951)
- The Basketball Fix, regia di Felix E. Feist (1951)
- La jena del Missouri (The Bushwhackers), regia di Rod Amateau (1951)
- La montagna dei sette falchi (Red Mountain), regia di William Dieterle (1951)
- I pirati della Croce del Sud (Hurricane Smith), regia di Jerry Hopper (1952)
- Il 49º uomo (The 49th Man), regia di Fred F. Sears (1953)
- Il territorio dei fuorilegge (Hannah Lee: An American Primitive), anche regia con Lee Garmes (1953)
- L'ultimo bersaglio (Combat Squad), regia di Cy Roth (1953)
- L'età della violenza (The Good Die Young), regia di Lewis Gilbert (1954)
- I pionieri della California (Southwest Passage), regia di Ray Nazarro (1954)
- Rischio sicuro (Security Risk), regia di Harold D. Schuster (1954)
- The Fast and the Furious, anche regia con Edward Sampson (1955)
- The Glass Cage, regia di Montgomery Tully (1955)
- Ape regina (Queen Bee), regia di Ranald MacDougall (1955)
- Bombardamento alta quota (Hell's Horizon), regia di Tom Gries (1955)
- Il mercenario della morte (Gunslinger), regia di Roger Corman (1956)
- Sfida all'O.K. Corral (Gunfight at the O.K. Corral), regia di John Sturges (1957)
- Stormy Crossing, regia di C.M. Pennington-Richards (1958)
- No Place to Land, regia di Albert C. Gannaway (1958)
- Il dominatore di Chicago (Party Girl), regia di Nicholas Ray (1958)
- Med mord i bagaget, regia di Tom Younger (1959)
- Spartacus, regia di Stanley Kubrick (1960)
- Faces in the Dark, regia di David Eady (1960)
- Return of a Stranger, regia di Max Varnel (1961)
- Paese selvaggio (Wild in the Country), regia di Philip Dunne (1961)
- I guerriglieri della giungla (Brushfire), regia di Jack Warner Jr. (1962)
- 55 giorni a Pechino (55 Days at Peking), regia di Nicholas Ray (1963)
- Cerimonia infernale (The Ceremony), regia di Laurence Harvey (1963)
- La caduta dell'Impero romano (The Fall of the Roman Empire), regia di Anthony Mann (1964)
- Day of the Nightmare, regia di John A. Bushelman (1965)
- Gli occhi degli altri (I Saw What You Did), regia di William Castle (1965)
- Dalle Ardenne all'inferno, regia di Alberto De Martino (1967)
- Odio per odio, regia di Domenico Paolella (1967)
- I disertori di Fort Utah (Fort Utah), regia di Lesley Selander (1967)
- El "Che" Guevara, regia di Paolo Heusch (1967)
- Tutto per tutto, regia di Umberto Lenzi (1968)
- Colpi di dadi, colpi di pistola (Arizona Bushwhackers), regia di Lesley Selander (1968)
- Viva! Viva Villa! (Villa Rides), regia di Buzz Kulik (1968)
- T'ammazzo!... Raccomandati a Dio, regia di Osvaldo Civirani (1968)
- Una pistola per cento bare, regia di Umberto Lenzi (1968)
- Corri uomo corri, regia di Sergio Sollima (1968)
- Quanto costa morire, regia di Sergio Merolle (1968)
- Vendetta per vendetta, regia di Mario Colucci (1968)
- Quel caldo maledetto giorno di fuoco, regia di Paolo Bianchini (1968)
- Gli insaziabili, regia di Alberto De Martino (1969)
- Una sull'altra, regia di Lucio Fulci (1969)
- L'ultimo avventuriero (The Adventurers), regia di Lewis Gilbert (1969)
- Zenabel, regia di Ruggero Deodato (1969)
- I diavoli della guerra, ruolo soppresso nella versione italiana, regia di Bitto Albertini (1969)
- La sfida dei MacKenna, regia di Leòn Klimovski (1970)
- Northeast of Seoul, regia di David Lowell Rich (1972)
- Escape to the Sun, regia di Menahem Golam (1972)
- La notte dei sette assassinii (The House of seven corpses), regia di Paul Harrison (1974)
- Arrow Beach - La spiaggia della paura (Welcome to Arrow Beach), regia di Laurence Harvey (1974)
- Dieci bianchi uccisi da un piccolo indiano, regia di Gianfranco Baldanello (1974)
- Noi non siamo angeli, regia di Gianfranco Parolini (1975)
- Revenge of the Fists of Fury, regia di Richard Bartlett (1975)
- Marlowe, il poliziotto privato (Farewell, My Lovely), regia di Dick Richards (1975)
- Salon Kitty, regia di Tinto Brass (1975)
- Intrigo in Svizzera (The Swiss Conspiracy), regia di Jack Arnold (1976)
- Mission to Glory: A True Story, regia di Ken Kennedy (1977)
- Le ragazze di Satana (Satan's Cheerleaders), regia di Greydon Clark (1977)
- Love and the Midnight Auto Supply, regia di James Polakof (1977)
- Doppio colpo (The Ransom), regia di Richard Compton (1977)
- Quel pomeriggio maledetto, regia di Mario Siciliano (1977)
- L'assassino della domenica (Tomorrow Never Comes), regia di Peter Collinson (1978)
- Il letto in piazza, regia di Bruno Gaburro (1978)
- Il pianeta ribelle, regia di George McCowan (1979)
- Il massacro della Guyana (Guyana: Crime of the Century), regia di René Cardona Jr. (1979)
- Delta Fox, regia di Beverly Sebastian (1979)
- On the Air Live with Captain Midnight, regia di Beverly Sebastian (1979)
- Incubus - Il potere del male (Incubus), regia di John Hough (1981)
- L'avventura di Martin, regia di Alan Gibson (1984)
- Miami Golem, regia di Alberto De Martino (1985)
- Il tesoro dell'Amazzonia (The Treasure of the Amazon), regia di René Cardona Jr. (1985)
- Thunder Run, regia di Gary Hudson (1986)
- Terror Night, regia di Nick Marino (1987)
- Messaggio di morte (Messenger of Death), regia di J. Lee Thompson (1988)
- Tramonto (Sundown: The Vampire in Retreat), regia di Anthony Hickox (1989)
- The Graveyard Story, regia di Bozidar D. Benedikt (1990)
- Big Bad John, regia di Burt Kennedy (1990)
- Hammer Down, regia di James Shavick (1992)
- Waxwork 2 - Bentornati al museo delle cere (Waxwork II: Lost in Time), regia di Anthony Hickox (1992)

### Televisione
- Schlitz Playhouse of Stars – serie TV, 8 episodi (1952-1956)
- The Whistler – serie TV, episodio 1x13 (1954)
- Damon Runyon Theater – serie TV, episodio 1x19 (1955)
- General Electric Theater – serie TV, episodio 4x20 (1956)
- Climax! – serie TV, episodio 3x25 (1957)
- Target – serie TV, episodio 1x04 (1958)
- The Cheaters – serie TV, 39 episodi (1960-1962)
- Gli uomini della prateria (Rawhide) – serie TV, 11 episodi (1960-1965)
- Thriller – serie TV, episodio 1x26 (1961)
- Alfred Hitchcock presenta (Alfred Hitchcock Presents) – serie TV, episodio 7x29 (1962)
- The Dick Powell Show – serie TV, episodio 1x18 (1962)
- La legge di Burke (Burke's Law) – serie TV, episodi 1x06-2x29 (1963-1965)
- Mr. Broadway – serie TV, episodio 1x13 (1964)
- Branded – serie TV, episodio 1x06 (1965)
- I giorni di Bryan (Run for Your Life) – serie TV, episodio 2x01 (1966)
- A Man Called Shenandoah – serie TV, episodio 1x26 (1966)
- Bonanza – serie TV, episodio 8x24 (1967)
- Iron Horse – serie TV, episodio 1x23 (1967)
- Il virginiano (The Virginian) – serie TV, episodio 9x03 (1970)
- La casa nella prateria (Little House on the Prairie) – serie TV, episodi 3x04-5x03 (1976-1978)
- Cassie & Co. – serie TV, 13 episodi (1982)
- Hardcastle & McCormick (Hardcastle and McCormick) – serie TV, episodio 1x19 (1984)

## Riconoscimenti
- Premio Oscar
  - 1950 – Candidatura al miglior attore non protagonista per Tutti gli uomini del re

## Doppiatori italiani
Nelle versioni in italiano delle opere in cui ha recitato, John Ireland è stato doppiato da:
- Renato Turi in Giovanna d'Arco, Il dominatore di Chicago, Tutto per tutto, Una pistola per cento bare, Vendetta per vendetta
- Emilio Cigoli in Tutti gli uomini del re, La montagna dei sette falchi, Ape regina, Quanto costa morire, Dieci bianchi uccisi da un piccolo indiano
- Bruno Persa in Schiavo della furia, La valle della vendetta, L'età della violenza, I disertori di Fort Utah
- Alberto Sordi in Violenza, Il fiume rosso, Purificazione
- Sergio Rossi in Gli insaziabili, Una sull'altra, Noi non siamo angeli
- Gualtiero De Angelis ne I pirati della Croce del Sud, Sfida all'O.K. Corral
- Nando Gazzolo in Paese selvaggio, Gli occhi degli altri
- Sergio Graziani in Odio per odio, Messaggio di morte
- Giorgio Capecchi in Le colline camminano
- Giuseppe Rinaldi in La trappola degli indiani
- Paolo Ferrari in La jena del Missouri
- Silvano Tranquilli ne Il territorio dei fuorilegge
- Mario Pisu ne Il mercenario della morte
- Glauco Onorato in Spartacus
- Michele Malaspina in 55 giorni a Pechino
- Pino Locchi in Dalle Ardenne all'inferno
- Vittorio Sanipoli in Corri uomo corri
- Manlio Guardabassi in La casa nella prateria
- Renato Mori in Marlowe, il poliziotto privato
- Giorgio Gusso in Salon Kitty
- Adolfo Lastretti in L'assassino della domenica
- Alarico Salaroli in Cassie & Co.

Da doppiatore è sostituito da:
- Vittorio Cramer in Mani lorde